# Medicina di comunità
La medicina di comunità è una branca della medicina finalizzata alla diffusione della cultura e della professionalità del medico nell'area della Assistenza Sanitaria Primaria (ASP), secondo le indicazioni della Primary health care sostenuta dall'OMS nei documenti del 1978, del 2001 e del 2008.

## In Europa

### Spagna
La medicina di familia e comunità in Spagna è una specializzazione medica riconosciuta dal 1978. Il suo campo d'applicazione è la PHC.
L'accesso alla scuola di specializzazione in medicina di famiglia e comunità (2012), ha una durata di 4 anni ed è organizzato dal MIR (Medico Interno Residente).

### Italia
In Italia al Primary Health Care sono stati attribuiti diversi sinonimi (assistenza primaria, assistenza distrettuale, assistenza primaria di medicina generale, sistema delle cure primarie), creando confusione sul significato di Assistenza Sanitaria Primaria voluto dall'OMS (assistenza integrata sanitaria e sociale centrata sulla persona, la famiglia, la comunità). Tale visione conferisce un significato peculiare alla Medicina di Comunità, delineando per essa aspetti clinici, assistenziali e di coordinamento (cure + care + coordination).

#### Storia
Nel 1982 un gruppo di lavoro della Associazione Nazionale dei Medici Condotti italiani, impegnato nello studio della riforma sanitaria (L 833/1978) ricavò dalle leggi del nascente SSN un profilo di medico di primo livello che fu denominato “medico di comunità” per le sue precise caratteristiche di tutela della salute globale della popolazione in una determinata area. Il gruppo definì il profilo professionale di questo medico successivamente aggiornato nel 1992. Lo stesso gruppo di lavoro delineò il profilo del Distretto sanitario come area di erogazione dei servizi di primo livello a cui afferisce una comunità.
Il Medico di Comunità fu identificato con il Medico di Distretto ed il gruppo di lavoro ne definì nel 1992 il profilo professionale. Questo profilo prevedeva le funzioni di promozione della salute e prevenzione, diagnosi, cura, riabilitazione, ricerca per diagnosi epidemiologica e operativa sui servizi, programmazione e valutazione degli interventi, organizzazione e coordinamento, certificativa e amministrativa, avvocatura sanitaria, formazione del personale. 

Il gruppo di lavoro osservò che gli stessi compiti professionali erano di fatto responsabilità del medico di famiglia nella comunità dei suoi assistiti. La Medicina di Comunità assunse pertanto il significato di Medicina di famiglia e di comunità attribuendo al Medico di Medicina Generale (MMG) la responsabilità della assistenza globale dell'individuo e della sua famiglia, potenzialmente estensibile alla comunità del Distretto. Analizzando queste funzioni professionali, il gruppo di lavoro evidenziò carenze formative che misero in luce la necessità di attivare percorsi formativi fino ad allora mancanti.

#### Disciplina nel CdL in Medicina e Chirurgia
I DM relativi all'ordinamento didattico del CdL in Medicina e Chirurgia attualmente sostituiti dal DM 16.3.2007 prevedono un corso integrato multidisciplinare (SSD MED 09, MED 17, MED 34, MED 38, MED 42) avente come obiettivo formativo principale “fornire competenze di base nell'area della medicina di famiglia e del territorio”.

#### Scuola di specializzazione
Il Decreto MURST del 3 luglio 1996 istituzionalizza la specializzazione di Medicina di Comunità alla scopo di formare "Medici specialisti nel settore professionale nella Medicina di Famiglia e di Comunità, idonei a ricoprire ruoli dirigenziali nell'area della Assistenza Sanitaria Primaria" (art.1 dell'art. 36 dell'Allegato 1 del decreto MURST 3.07.1996).

Il DM 1.8.2005 colloca la Scuola di Specializzazione nell'Area medica, Classe della Medicina clinica generale. La Specializzazione ha come obiettivo formativo specifico “fornire competenze specialistiche per la gestione dei servizi di assistenza primaria (Distretti, Servizi/Unità/Dipartimenti di Cure Primaria/ di Medicina di Comunità) e del coordinamento della rete di Cure Primarie" e come profilo di apprendimento l'acquisizione di “competenze di prevenzione e promozione della salute, diagnosi, cura e riabilitazione delle malattie acute e croniche, di organizzazione-coordinamento di percorsi di cura alla persona nella rete della Assistenza Sanitaria Primaria integrata con l'ospedale, di coordinamento di UO e di direzione di Servizi di Cure Primarie”. 

Attualmente esistono Scuole di Specializzazione in Medicina di Comunità negli Atenei di Padova (Specializzazione attivata nel 1997), di Modena-Reggio Emilia (Specializzazione attivata nel 2000) di Ancona, Bologna, Bari, di Milano (attivata nell'anno 2022), di Napoli Federico II,  di Roma la Sapienza, di Roma la Cattolica (attivata nell'anno 2023), Palermo (attivata nell'anno 2023) e Verona (attivata nell'anno 2022).
Il Decreto Interministeriale del 4 febbraio 2015 sul riordino delle scuole di specializzazione mediche, ha modificato la denominazione della scuola in "Scuola di specializzazione in Medicina di Comunità e di Cure Primarie". Il nuovo decreto ha riconosciuto allo specialista specifici ambiti di competenza professionale per le cure primarie, la medicina generale, la gestione e direzione dei servizi territoriali.
Il Decreto Ministeriale del 11 agosto 2020, estende alla scuola di specializzazione in medicina di comunità e delle cure primarie l'equipollenza alle discipline idonee all'esercizio delle cure palliative e terapia del dolore

#### Area di formazione ECM
La Assistenza Sanitaria Primaria (ASP) è area di formazione ECM per professionisti già impegnati nei servizi. Sono obiettivi formativi principali "sviluppare cultura e competenze per la integrazione multiprofessionale (attività di équipe), la continuità delle cure (percorsi di cura e assistenza per pazienti cronici, dimissioni protette), l'attivazione della partecipazione di paziente e famiglia (empowerment, educazione sanitaria e terapeutica del caregiver).

#### Associazione scientifica e professionale
Come movimento scientifico professionale la Medicina di Comunità ha trovato per lungo tempo collocazione nell'ASSIMEFAC (Associazione Scientifica Interdisciplinare di Medicina di Famiglia e di Comunità) che ha lo scopo di diffondere cultura, strumenti e metodi della Assistenza Sanitaria Primaria. 
Tuttavia dal 2015 con la riforma della formazione medica post laurea (DIM 04.02.2015 riordino delle scuole di specializzazione) il movimento culturale della medicina di comunità e cure primarie ha iniziato un percorso autonomo alla ricerca di una propria identità associativa. Si è quindi costituito un coordinamento informale tra i discenti dei neo-percorsi e gli specialisti  formati dai percorsi precedenti, allo scopo di salvaguardare una professionalità che avesse l’interesse a sviluppare iniziative culturali di carattere multidimensionale, multiprofessionale ed intersettoriale centrate sulla persona. Iniziative culturali che avessero anche la finalità a realizzare/consolidare servizi integrati, partecipazione individuale e comunitaria nella promozione, tutela e gestione della salute, attività di équipe multiprofessionali, per l'utilizzo equo e sostenibile delle risorse.
Attualmente tutti i professionisti della Medicina di Comunità e delle Cure primarie hanno come riferimento scientifico culturale la “Società Italiana di Medicina di Comunità e delle Cure Primarie - SIMCCP”.

#### Funzioni, attività e compiti professionali dello specialista
Tenendo conto del DM 1.8.2005 che colloca la Specializzazione nell'area medica, classe della medicina clinica generale, il Medico di Comunità può ricoprire incarichi nei Distretti, Dipartimenti, Unità Operative di Cure Primarie con compiti clinici e gestionali. Ad esempio può svolgere compiti medici all'interno di équipe valutative ospedaliere o territoriali (valutazione dei bisogni e stesura di piani assistenziali individuali), coordinare percorsi di cura e assistenza per i pazienti complessi ecc..

Oggi gli indirizzi programmatori nazionali e regionali, in linea con gli orientamenti europei, prevedono lo sviluppo delle Cure Primarie, prospettando un modello organizzativo basato su attività di équipe multiprofessionali territoriali, strutture territoriali (case della salute, POT etc.), potenziamento delle cure domiciliari e delle cure a lungo termine, riorganizzazione della continuità assistenziale ecc…In questo modello il Medico di Comunità, per le competenze acquisite nel suo percorso formativo, potrà svolgere anche compiti professionali innovativi, collaborando con i medici di medicina generale, i pediatri di famiglia e le varie professioni sanitarie e socio-assistenziali per obiettivi di sviluppo del welfare di comunità (medicina di iniziativa) e della presa in carico globale di pazienti complessi nelle strutture territoriali di cure primarie.
Tenendo conto del DIM 4 febbraio 2015(Riordino Scuole di Specializzazione di Area Sanitaria)  e del DM salute 11 agosto 2020 (Modifica al decreto 30 gennaio 1998 e successive modificazioni, recante «Tabelle relative alle discipline equipollenti previste dalla normativa regolamentare per l'accesso al secondo livello dirigenziale per il personale del ruolo sanitario del Servizio sanitario nazionale» - Area psicologica e medicina di comunita' e delle cure primarie): Il Medico Specialista in Medicina di Comunità e Cure Primarie può ricoprire incarichi di Dirigenza Medica nelle seguenti Strutture Sanitarie e Socio-Sanitarie semplici e complesse: Distretti Sanitari e Socio-Sanitari, Dipartimenti di Cure Primarie, Dipartimenti di Medicina Generale, Unità Operative di Cure Primarie (Case della Salute, Ambulatori per Patologie Croniche, Ospedali di Comunità Presidi Ospedalieri Territoriali, Residenze Socio-Sanitarie Intermedie, Unità Valutative Multidimensionali, Nuclei di Cure Primarie e Aggregazioni Funzionali Territoriali…) per attività e compiti professionali clinici di Medicina Generale e gestionali di Cure Primarie:
1. Promozione della salute e prevenzione individuale e comunitaria: educazione sanitaria, educazione terapeutica (self-care, empowerment, coping), counselling e approccio motivazionale; profilassi vaccinale e farmacologica.
2. Diagnosi, cura, riabilitazione, supporto psicologico, counselling, avvocatura sanitaria secondo l'approccio bio-psico-sociale: diagnosi e cura di malattie acute e croniche, cure palliative e terapia del dolore, urgenze territoriali (continuità assistenziale); assessment dei bisogni multidimensionali di salute e stesura di piani individuali di cura e assistenza; Inserimento scolastico, lavorativo e sociale dei disabili;
3. Coordinamento di team multiprofessionale, interdisciplinare per la presa in carico dei pazienti complessi-fragili: sintesi dei bisogni rilevati in team; stesura del piani assistenziali Individuali (PAI) condivisi; attivazione delle risorse previste nel PAI; controllo di attuazione del PAI e di erogazione delle risorse; monitoraggio dello stato di salute del paziente; gestione della comunicazione interprofessionale e dei possibili conflitti;
4. Attività di governo clinico: adozione di linee guida cliniche e assistenziali basate sull'evidenza; adozione di procedure di accesso ai servizi e di processo (percorsi diagnostici terapeutici di cura e assistenza integrati); adozione di documenti informatizzati per la comunicazione fra servizi (cartella clinica, fascicolo sanitario elettronico); audit clinico assistenziale; gestione del rischio clinico; gestione delle risorse; attivazione della partecipazione di pazienti e famiglie, verifica di risultati, esiti, costi; formazione dei team multiprofessionale e interdisciplinare; ricerca nell'area delle Cure Primarie.

Stesura di Piani, Programmi, Progetti, Procedure per l'assistenza sanitaria di base e per la sua integrazione con l'assistenza ospedaliera di secondo e terzo livello.